# Кооперация
Коопера́ция (лат. cooperatio «сотрудничество») — форма организации труда или деятельности вообще, при которой определённое количество людей (предпринимателей, хозяйственников, потребителей) или предприятий совместно участвуют либо в одном и том же их общем трудовом, производственном процессе, или же в различных, но связанных между собой процессах труда/производства/потребления.

## Виды
По форме объединения:
- вертикальная кооперация;
- горизонтальная кооперация.

Отдельные виды:
- Производственная кооперация (в которой участвуют смежники — предприятия, связанные с другим в производстве изделий);
- патентная кооперация (и соотв. Договор о патентной кооперации);
- потребительская кооперация.

Также:
- кооперация в рамках СЭВ;
- кооперация юг-юг.

## История
История кооперации насчитывает более 200 лет. Одним из первых организаторов кооперативов называют Бенджамина Франклина, одного из основателей США, который в 1752 г. создал в Филадельфии кооператив по страхованию жилых домов.
В Европе к числу первых относят кооперативы ткачей и портных, появившихся в Англии в 1769 и 1777 гг.
В России первое русское сельско-хозяйственное вольное общество появилось в 1765 году в Санкт-Петербурге и было восьмым в Европе.
Основателями и учителями теории кооперации считают Роберта Оуэна и Шарля Фурье. Их наследие не стало догмой, а подвергалось критике и переоценке. Отцом кредитной кооперации считают Райфайзена. А борьбу кооперативизма с коллективизмом возглавила нимская школа, одним из ярчайших представителей которой был Шарль Жид, профессор политической экономии Парижской академии.
В России их взгляды развивали М. И. Туган-Барановский и В. Ф. Тотомианц, крупнейшие представители русской кооперативной школы. Кооперация виделась одним из мощнейших средств борьбы с нищетой и средством улучшения положения малоимущих Чернышевскому Н. Г.
1. В книге "ОТ РАЗОРЕНИЯ К ДОСТАТКУ" 1906 г. А.Д.Нечволодов, генерал-лейтенант царской армии, русский экономист:
Капиталистическое хозяйство, которое искусственно прививалось у нас за последние 50 лет, постепенно заменится хозяйством, основанным на принципах коллективизма и кооперации.
2. В главном законе: Закон РСФСР от 11 июня 1964 г. "Об утверждении Гражданского Кодекса РСФСР"
Гражданский Кодекс РСФСР:
  ... Экономика периода развернутого строительства коммунизма основана на социалистической собственности на средства производства в форме государственной (общенародной) и колхозно-кооперативной собственности. …